# 그르바비차
《그르바비차》(Grbavica)는 2006년에 제작된 보스니아 헤르체고비나의 드라마 영화이다. 야스밀라 주바니치가 감독과 공동 각본을 맡았다. 2006년 베를린 영화제 황금곰상 수상작이다.

## 출연

### 주연
- 미랴나 카라노비치
- 루나 미조빅

### 조연
- 드잔 아시모빅
- 자스나 베리
- 보그단 디클리치
- 자스나 잘리카
- 에르민 브라보